# 신동중학교 (서울)
신동중학교(新東中學校)는 대한민국 서울특별시 서초구 잠원동에 있는 강남 8학군 공립 중학교이다.

## 학교 연혁
- 1990년 1월 20일 : 신동중학교 설립 인가
- 1990년 3월 1일 : 초대 윤영수 교장 취임
- 1990년 3월 5일 : 제1회 입학식 (12학급)
- 1990년 5월 22일 : 개교식
- 1993년 2월 11일 : 제1회 졸업식 (597명)
- 2022년 9월 1일 : 제10대 정인숙 교장 취임
- 2023년 1월 4일 : 제31회 졸업식 (290명) 총 졸업생 10,814명
- 2023년 3월 2일 : 제34회 입학식 (신입생 9학급 293명 입학)

## 참고 자료
- 신동중학교 - 한국교육학술정보원 학교알리미